# Balda (département du Diamaré)
Pour les articles homonymes, voir Balda.
Balda Garre est une localité du Cameroun située dans la Région de l'Extrême-Nord, le département du Diamaré et l’arrondissement de Bogo.

## Population
En 1975, la localité comptait 698 habitants, dont 681 Peuls et 17 Massa.
Lors du recensement de 2005, on y a dénombré 1 078 personnes.